# Missão Hope Mars

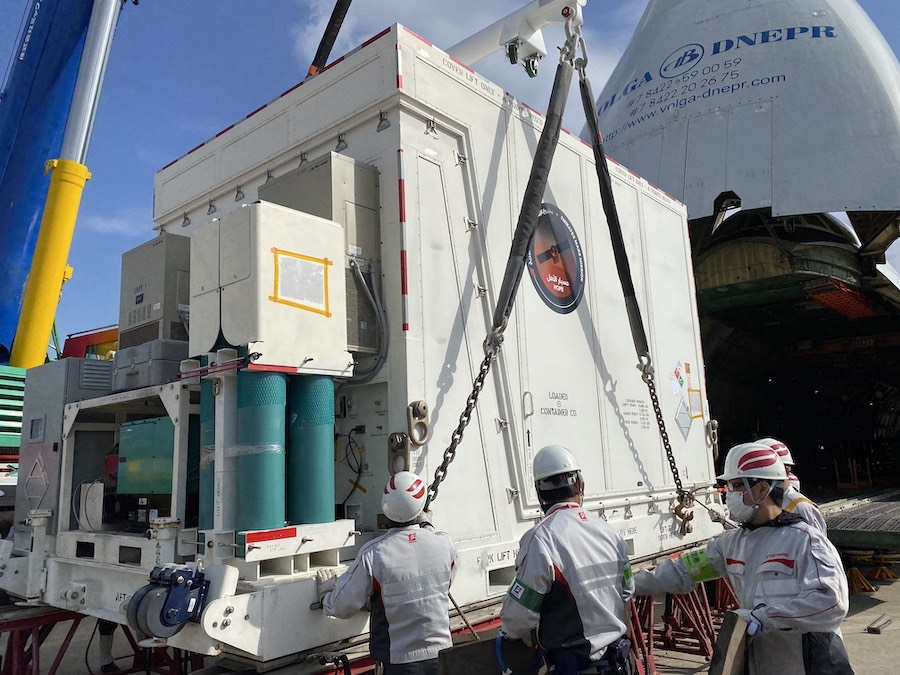
A sonda sendo preparada para o lançamento no Japão

A missão Hope Mars (em árabe: مسبار الأمل; romaniz.: Al Amal, "esperança"), também chamada missão Emirates Mars, é uma missão de exploração espacial com o objetivo de atingir a órbita do planeta Marte. A sonda foi lançada em 19 de julho de 2020 e entrou na órbita do planeta em 9 de fevereiro de 2021.
A sonda foi construída pelo Centro Espacial Mohammed bin Rashid, uma organização espacial emiradense, em colaboração com a Universidade do Colorado em Boulder, Universidade Estadual do Arizona e a Universidade da Califórnia em Berkeley. A sonda estudará o clima de Marte, bem como particularidades de sua atmosfera, como as tempestades de poeira e as variações climáticas nas diferentes regiões do planeta. Tentará ainda chegar a uma resposta sobre a perda de hidrogênio e oxigênio da atmosfera de Marte para o espaço.
A missão está sendo preparada por uma equipe de engenheiros emiradenses em colaboração com instituições de investigação estrangeira. Pelo planejamento da missão, sua chegada a Marte foi prevista para fevereiro de 2021, o que coincidirá com o aniversário dos 50 anos da formação dos Emirados Árabes Unidos. Segundo seus construtores, a sonda será o primeiro satélite meteorológico em torno de Marte.

## Objetivos científicos
Para decidir sobre seus objetivos científicos, a equipe de EMM consultou o Mars Exploration Program Analysis Group, um fórum internacional liderado pela NASA que considera as missões a Marte passadas e atuais e identifica as lacunas no conhecimento para resolver em futuras missões a Marte. A equipe EMM selecionou um conjunto de três instrumentos e uma órbita supersíncrona alta para fornecer uma visão global da atmosfera de Marte. A órbita EMM tem um periapse de cerca de 20 000 km, um apoapso de cerca de 43 000 km e um período de 55 horas. Esta órbita foi selecionada com o objetivo de estudar a atmosfera diariamente e por meio de ciclos sazonais, eventos climáticos na baixa atmosfera, como tempestades de poeira, e comparar o clima em diferentes áreas geográficas de Marte. De acordo com a equipe da Missão Hope Mars, a sonda será o "primeiro satélite meteorológico verdadeiro" em Marte.
A sonda Hope estudará as camadas atmosféricas de Marte em detalhes e fornecerá dados para estudar: a razão para uma mudança climática drástica na atmosfera marciana desde o momento em que poderia sustentar água líquida até hoje, quando a atmosfera é tão fina que pode existir água apenas como gelo ou vapor, para ajudar a entender como e por que Marte está perdendo seu hidrogênio e oxigênio no espaço, e a conexão entre os níveis superior e inferior da atmosfera marciana. Dados da sonda Hope também ajudarão a modelar a atmosfera da Terra e estudar sua evolução ao longo de milhões de anos. Todos os dados obtidos com a missão serão disponibilizados para 200 universidades e institutos de pesquisa em todo o mundo para fins de compartilhamento de conhecimento.

## Instrumentos
Para atingir os objetivos científicos da missão, a sonda Hope está equipada com três instrumentos científicos:
- Emirates eXploration Imager (EXI) é uma câmera multibanda capaz de tirar imagens de alta resolução com uma resolução espacial superior a 8 km. Ele usa um mecanismo de roda seletora que consiste em seis filtros passa-banda discretos para amostrar a região espectral óptica: três bandas UV e três bandas visíveis (RGB). O EXI mede as propriedades da água, gelo, poeira, aerossóis e abundância de ozônio na atmosfera de Marte. O instrumento foi desenvolvido no LASP em colaboração com MBRSC.[9]

- Emirates Mars Infrared Spectrometer (EMIRS) é um espectrômetro de infravermelho térmico interferométrico desenvolvido pela ASU e MBRSC. Ele examina perfis de temperatura, gelo, vapor d'água e poeira na atmosfera. O EMIRS fornecerá uma visão da atmosfera inferior e média. O desenvolvimento foi liderado pela ASU[8][10] com suporte do MBRSC.[11]

- O Espectrômetro Ultravioleta Emirates Mars (EMUS) é um espectrógrafo de imagem ultravioleta que mede as emissões na faixa espectral de 100-170 nm para medir as características globais e a variabilidade da termosfera e da corona de hidrogênio e oxigênio. O design e o desenvolvimento foram liderados pelo LASP.[12]

## Projeto de missão
A Advanced Space, com sede em Boulder, Colorado, está fornecendo serviços de design de missão para a missão. O Advanced Space criou a trajetória de referência, as manobras de referência e a lista de eventos científicos. Eles também fornecem verificação para todas as manobras, bem como os alvos de lançamento.